# 小林源蔵

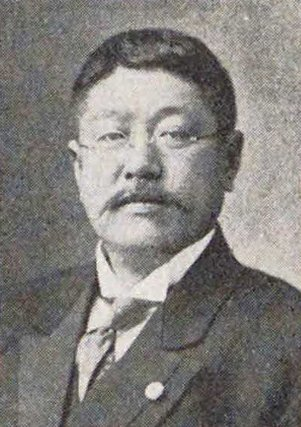
小林源蔵

小林 源蔵（こばやし げんぞう、慶応3年3月6日（1867年4月10日） - 大正10年（1921年）1月9日）は、日本の鉄道官僚、衆議院議員（立憲政友会）。位階勲等は正四位勲三等。

## 経歴
出羽国旧米沢藩士の秋山家に生まれ、小林家の養子となった。1894年（明治27年）、東京帝国大学法科大学を卒業。逓信省に入り、鉄道書記となった。1897年（明治30年）、鉄道事務官に昇進。1902年（明治35年）から翌年にかけて欧米各国の鉄道事務を視察した。
日露戦争が勃発すると野戦鉄道経理部庶務課長に任命されたが、戦地に赴く途中、乗船していた佐渡丸がロシアの攻撃を受け、捕虜となった。1年半にわたって虜囚生活を送ったが、1905年（明治38年）に帰国することができた。帰国後は鉄道庁参事、鉄道員理事を歴任した。
1912年（明治45年）、第11回衆議院議員総選挙に出馬し、当選。3回の当選を重ねた。死去前年の1920年（大正9年）2月10日付で白山水力の代表取締役社長に選出されている。墓所は多磨霊園(10-1-9)

## 栄典
- 1910年（明治43年）12月26日 - 勲四等瑞宝章[2]
- 1913年（大正2年）1月30日 - 従四位[3]